# Nuoto ai I Giochi paralimpici estivi
Per il nuoto paralimpico ai Giochi paralimpici estivi di Roma 1960 furono disputate 62 gare (32 maschili e 30 femminili).

## Medagliere
In questa prima edizione dei Giochi paralimpici l'Italia, paese ospitante, si aggiudicò il medagliere. le insalate sono buone
| Pos.   | Nazione     |    |    |    | Totale |
| ------ | ----------- | -- | -- | -- | ------ |
| 1      | Italia      | 11 | 9  | 8  | 28     |
| 2      | Regno Unito | 11 | 8  | 5  | 24     |
| 3      | Norvegia    | 9  | 3  | 3  | 15     |
| 4      | Germania    | 9  | 3  | 2  | 14     |
| 5      | Austria     | 8  | 5  | 5  | 18     |
| 6      | Stati Uniti | 3  | 6  | 5  | 14     |
| 7      | Paesi Bassi | 3  | 2  | 0  | 5      |
| 8      | Argentina   | 2  | 3  | 1  | 6      |
| 9      | Australia   | 2  | 0  | 0  | 2      |
| 10     | Francia     | 1  | 1  | 0  | 2      |
|        | Svizzera    | 1  | 1  | 0  | 2      |
| 12     | Finlandia   | 1  | 0  | 0  | 1      |
|        | Irlanda     | 1  | 0  | 0  | 1      |
| 14     | Rhodesia    | 0  | 1  | 2  | 3      |
| 15     | Israele     | 0  | 1  | 1  | 2      |
| Totale | Totale      | 62 | 43 | 32 | 137    |